# Neculăieuca
Neculăieuca est un village du district d'Orhei, en Moldavie. Il compte 1 327 habitants en 2014.